# Sybra cristipennis
Sybra cristipennis es una especie de escarabajo en la familia Cerambycidae. Fue descrito por Breuning en 1950.